# فرودگاه اینتا
فرودگاه اینتا (به روسی: Аэропорт Инта) فرودگاهی عمومی واقع در اینتا در کشور روسیه است که توسط کومی‌اویاترنس اداره می‌شود.

## شرکت‌های هواپیمایی و مقصدهای پروازی
| شرکت‌های هواپیمایی | مقصدهای پروازی |
| ----------------- | -------------- |
| کومی‌اویاترنس      | سیکتیوکار      |